# Auguste Biaggi
Pour les articles homonymes, voir Biaggi.
Jules Auguste Biaggi, né aux Eaux-Vives à Genève le 10 novembre 1878 et mort à Maurecourt le 14 mai 1965, est un sculpteur français.

## Biographie

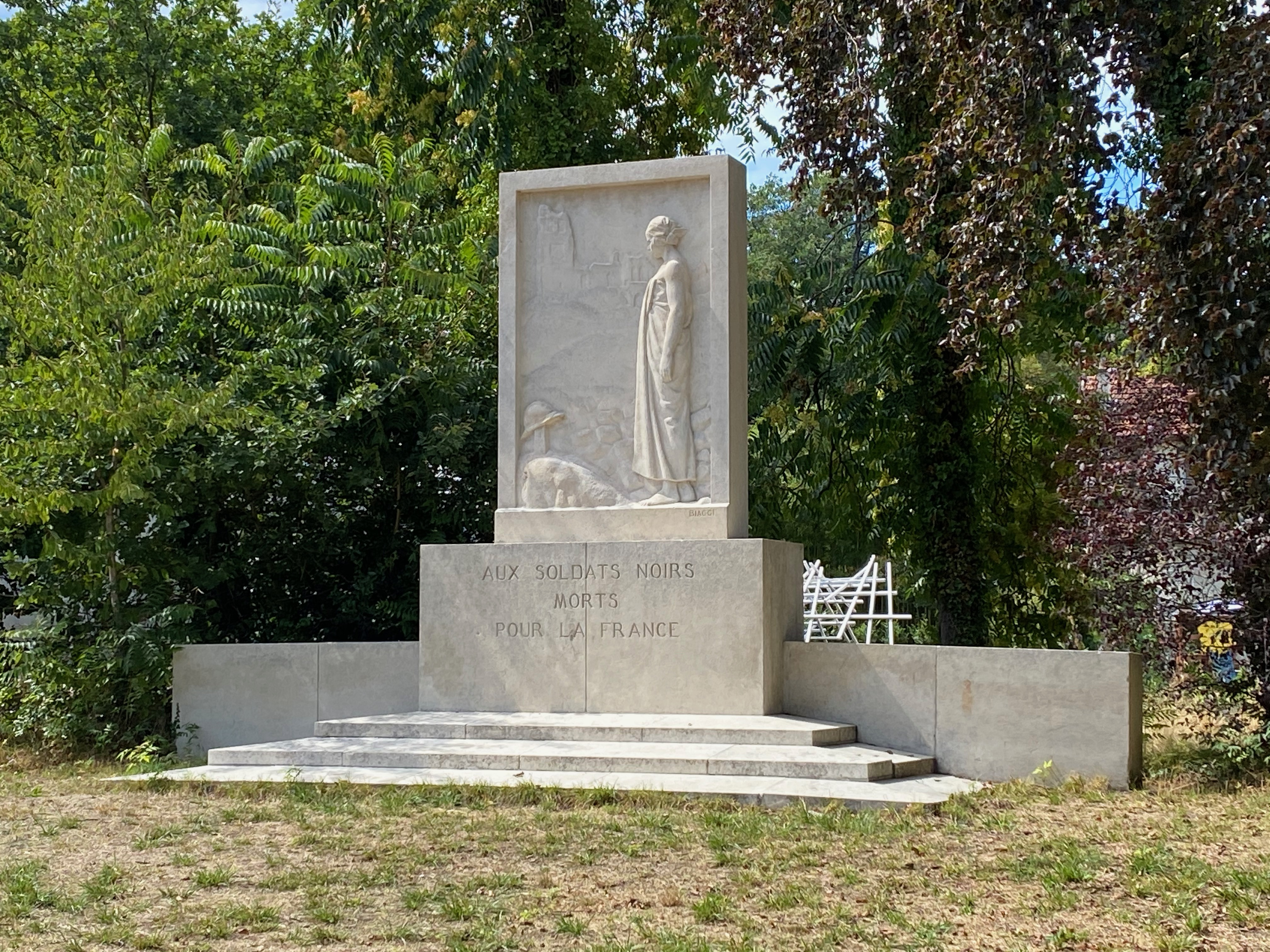
Monument aux soldats noirs morts pour la France, jardin tropical de Paris.

Auguste Biaggi est engagé vers 1898 comme praticien dans l'atelier de Jules Dalou, dont il devient l'élève. Il participe à l'achèvement des œuvres posthumes de son maître.
Il expose pour la première fois au Salon de la Société nationale des beaux-arts en 1902.

## Œuvres dans les collections publiques
États-Unis
- San Francisco, California Palace of the Legion of Honor : Hôpital auxiliaire 117, Lycée Janson de Sailly, vers 1920, plaquette en bronze[3].

France
- Binic : Monument aux Morts, en collaboration avec Pierre Roche.
- Paris :
  - jardin d'agronomie tropicale : Monument aux Soldats noirs morts pour la France[4].
  - lycée Janson-de-Sailly : Monument aux Morts.
  - musée du Quai Branly - Jacques-Chirac : Buste de René Caillié, terre cuite, 63 × 47 × 30 cm[5].